# Acalypha grandis
Acalypha grandis är en törelväxtart som beskrevs av George Bentham. Acalypha grandis ingår i släktet akalyfor, och familjen törelväxter. Inga underarter finns listade i Catalogue of Life.